# In der Sonne
In der Sonne ist eine Ortslage im Norden der bergischen Großstadt Wuppertal.

## Lage und Beschreibung
Die Ortslage liegt im Süden des Wohnquartiers Dönberg im Stadtbezirk Uellendahl-Katernberg auf einer Höhe von 274 m ü. NHN an der Straße Am Langen Bruch südwestlich von Langenbruch. Unmittelbar nördlich von In der Sonne führt ein Stichweg zum Wohnplatz Langenbruch. Der Name In der Sonne ist als eigenständige Bezeichnung für diese Ortslage mehrheitlich nicht mehr im Bewusstsein der Bevölkerung vorhanden.
Weitere benachbarte Orte sind neben Dönberg die Höfe und Ortslagen Am Hartkopfshäuschen, Am Hasenkamp, Im Siepen, Goldene Kothen, Am Neuen Haus, Adamshäuschen, Schmitzberg, Neuenbaum, Katzenbruch, Halfmannsberg und das unmittelbar benachbarte Dauka.

## Geschichte
In der lokalen Mundart wurden der Ort auch als Eselshüsken (= Eselshäuschen) bezeichnet.
Im 19. Jahrhundert gehörte In der Sonne zu den Außenortschaften der Bauerschaft und der Kirchengemeinde Dönberg in der Bürgermeisterei Hardenberg, die 1935 in Neviges umbenannt wurde. Damit gehörte es von 1816 bis 1861 zum Kreis Elberfeld und ab 1861 zum alten Kreis Mettmann. 
Der Ort ist auf der Preußischen Uraufnahme von 1843 als Sonne beschriftet, wie auch auf dem Wuppertaler Stadtplan von 1930. Auf der aktuellen Deutschen Grundkarte ist die Ortslage mit In der Sonne beschriftet.
Im Gemeindelexikon für die Provinz Rheinland von 1888 werden für Sonne ein Wohnhaus mit sieben Einwohnern angegeben.
Mit der Kommunalreform von 1929 wurde der südliche Teil Dönbergs von Neviges abgespalten und mit weiteren, außerhalb von Dönberg liegenden Nevigeser Ortschaften in die neu gegründete Stadt Wuppertal eingemeindet, so auch In der Sonne. Nördlich von In der Sonne verlief bis 1975 die Stadtgrenze zwischen Wuppertal und Neviges, südlich davon bis 1929 die von Neviges zu Elberfeld. Durch die nordrhein-westfälische Gebietsreform kam Neviges mit Beginn des Jahres 1975 zur Stadt Velbert und das restliche Dönberg wurde ebenfalls in Wuppertal eingemeindet. Dadurch verlor In der Sonne seine Grenzlage.